# Empire colonial anglais
 (mars 2025).
Si vous disposez d'ouvrages ou d'articles de référence ou si vous connaissez des sites web de qualité traitant du thème abordé ici, merci de compléter l'article en donnant les références utiles à sa vérifiabilité et en les liant à la section « Notes et références ».
1600–1707
Entités précédentes :
- Amérindiens
- Nouvelle-Néerlande

Entités suivantes :
- Empire britannique

L'empire colonial anglais comprend une variété de territoires d'outre-mer qui ont été colonisés, conquis ou autrement acquis par l'ancien royaume d'Angleterre au cours des siècles avant les Actes d'Union de 1707 entre le royaume d'Angleterre et le royaume d'Écosse fondant le royaume de Grande-Bretagne. Les nombreuses possessions anglaises deviennent alors le fondement de l'Empire britannique et de sa puissance navale et mercantile, qui jusque-là n'a pas encore dépassé celles de la république néerlandaise, du royaume du Portugal et du royaume d'Espagne.
Les premières colonies anglaises d'outre-mer sont établies en Irlande, rapidement suivies par d'autres en Amérique du Nord, aux Bermudes et aux Antilles, et par des postes de traite dans les Indes orientales, comme Banten, et dans le sous-continent indien, à commencer par Sourate. En 1639, une série de forteresses anglaises sont construites sur la côte indienne, comme Fort Saint-George. En 1661, le mariage du roi Charles II avec Catherine de Bragance lui donne accès, dans le cadre de la dot de celle-ci, à de nouvelles possessions jusque-là portugaises, dont Tanger en Afrique du Nord et Bombay en Inde.
En Amérique du Nord, Terre-Neuve et la Virginie sont les premiers centres de colonisation anglaise. Au cours du XVIIe siècle, le Maine, Plymouth, le New Hampshire, Salem, la baie du Massachusetts, la Nouvelle-Écosse, le Connecticut, New Haven, le Maryland, le Rhode Island et Providence sont colonisés. En 1664, la Nouvelle-Hollande et la Nouvelle-Suède sont prises aux Pays-Bas, devenant New York, le New Jersey et certaines parties du Delaware et la Pennsylvanie.

## Les premières colonies anglaises d'outre-mer
Les premières tentatives sérieuses pour établir des colonies anglaises à l'étranger ont été faites dans le dernier quart du XVIe siècle, sous le règne de la reine Elizabeth. Les années 1580 ont vu la première tentative de colonies anglaises permanentes en Amérique du Nord, une génération avant la plantation d'Ulster. Bientôt, il y eut une explosion de l'activité coloniale anglaise, entraînée par des hommes à la recherche de nouvelles terres, par la poursuite du commerce et par la recherche de la liberté religieuse. Au XVIIe siècle, la destination de la plupart des Anglais refaisant leur vie à l'étranger était aux Antilles plutôt qu'en Amérique du Nord.

### Premières réclamations
Financé par la Compagnie de Moscovie, Martin Frobisher a appareillé le 7 juin 1576, de Blackwall à Londres, à la recherche du passage du Nord-Ouest. En août 1576, il débarqua à Frobisher Bay sur l'île de Baffin, qui devient la première réclamation de l'Église d'Angleterre enregistrée sur le sol nord-américain. Frobisher est revenu à Frobisher Bay en 1577, en prenant solennellement possession du côté sud de celui-ci au nom de la reine Elizabeth. Au cours d'un troisième voyage, en 1578, il atteignit les côtes du Groenland et tenta également sans succès de fonder une colonie à Frobisher Bay. Pendant qu'il était sur la côte du Groenland, il a également réclamé cela pour l'Angleterre.
Au même moment, entre 1577 et 1580, Sir Francis Drake faisait le tour du globe. Il revendique l'île Elizabeth au large du cap Horn pour sa reine et, le 24 août 1578, il revendique une autre île Elizabeth, dans le détroit de Magellan. En 1579, il a atterri sur la côte nord de la Californie, réclamant la région d'Elizabeth comme Nouvelle-Albion.
En 1578, alors que Drake était absent lors de sa circumnavigation, la reine Elizabeth accorda un brevet d'exploration à l'étranger à son demi-frère Humphrey Gilbert, et cette année-là, Gilbert partit pour les Antilles pour se livrer à la piraterie et établir une colonie en Amérique du Nord. Cependant, l'expédition a été abandonnée avant la traversée de l'Atlantique. En 1583, Gilbert s'est rendu à Terre - Neuve où, lors d'une cérémonie officielle, il a pris possession du port de St John's et de toutes les terres situées à moins de deux cents lieues au nord et au sud de celui-ci, bien qu'il n'ait laissé aucun colon derrière lui. Il n'a pas survécu au voyage de retour en Angleterre.

### Transformation en Empire britannique
Dès 1603, l'Union des Couronnes établit l'union dynastique entre les couronnes anglaise et écossaise. Les colonies écossaises et anglaises pouvaient néanmoins encore subsister jusqu'en 1707, date de l'Acte d'Union des deux Royaumes d'Angleterre (gardons cependant en mémoire la période du Commonwealth d'Angleterre comprises entre les années 1689 et 1660 pendant lesquelles une forme quasi-républicaine du gouvernement a vu le jour) et d'Ecosse en un nouvel État souverain appelé la Grande-Bretagne, prévoyait que les sujets du nouvel État "jouissent de la pleine liberté et des échanges commerciaux et de navigation vers et depuis tout port ou au sein dudit royaume-uni et des dominions et plantations qui en font partie ". Alors que l'Acte d'Union de 1707 prévoyait également la dissolution de la Scottish African and Indian Company, il ne prévoyait pas de telles dispositions pour les sociétés ou colonies anglaises. Avec l'Union, les territoires anglais d'outre-mer sont devenus des colonies britanniques.

## Liste des possessions

### En Amérique

#### Amérique du Nord
- Saint-Jean de Terre-Neuve (1497 ou 1519), affrétée en 1583 par Sir Humphrey Gilbert , était saisonnièrement installée vers ca. 1520 et avait des colons qui sont restés toute l'année en 1620.
- Roanoke, dans l'actuelle Caroline du Nord, fondée en 1586, abandonnée dès 1587, avant toujours en 1587 une deuxième tentative, mais les colons ayant disparu, dont Virginia Dare : « Lost Colony ».
- À Cuttyhunk, l'une des Elizabeth Islands (îles Elizabeth, Cap Cod, du nom de la reine Elizabeth I) dans l'actuel Massachusetts, avec un petit fort et un poste de traite créés par Bartholomew Gosnold en 1602, mais l'île est abandonnée après seulement un mois.
- La Virginia Company a été affrétée en 1606 et, en 1624, ses concessions sont devenues la colonie royale de Virginie .
  - Jamestown (1607), en Virginie, fondée par la Virginia Company of London.
  - Les Bermudes, également connues sous le nom d'îles Somers, situées dans l' Atlantique Nord , sont accidentellement colonisées par la Virginia Company of London en 1609, en raison du naufrage du navire amiral Sea Venture ; la possession de la compagnie est officialisée en 1612, lorsque St George's, la plus ancienne ville habitée en permanence et la première ville anglaise du Nouveau Monde est établie ; en 1615, son administration passe à la Somers Isles Company, formée par les mêmes actionnaires ; Chambre d'assemblée des Bermudes établie en 1620 ; Les plaintes des Bermudes à la Couronne conduisent à la révocation de la charte royale de l'entreprise en 1684.
  - Henricus (en) (Henricopolis, Henrico Town, Henrico, James River (Virginie)), fondée par la Virginia Company en 1611/1618 comme alternative au marécageux Jamestown, en grande partie détruite lors du massacre indien de 1622.
  - Colonie de Popham : le 13 août 1607, la Virginia Company of Plymouth établit la colonie de Popham le long de la rivière Kennebec dans le Maine actuel, avec un permis pour établir des colonies entre le 38e parallèle (le cours supérieur de la baie de Chesapeake ) et le 45e parallèle (près de la frontière américaine actuelle avec le Canada). Cependant, Popham est abandonnée après environ un an, et la société est alors devenue inactive.

- La Society of Merchant Venturers de Bristol (1260 ?) fonde la colonie de Terre-Neuve :
  - Cuper's Cove, fondée en 1610, abandonnée dans les années 1620,
  - Bristol's Hope, fondée en 1618, abandonnée dans les années 1630,

- London and Bristol Company (en) (1610), Colonie de Terre-Neuve (1583-1907)
  - Cambriol (en), fondée en 1617, abandonnée en 1637. En 1616, Sir William Vaughan (1575–1641) achète à la Newfoundland Company tout le terrain sur la péninsule d'Avalon situé au sud d'une ligne tirée de Caplin Bay (maintenant Calvert) à Placentia Bay.
  - Renews, fondée en 1615, abandonnée en 1619 [29]
- Conseil de Plymouth pour la Nouvelle-Angleterre
  - Colonie de Plymouth (1620), fusionnée avec Massachusetts Bay Colony en 1691,
- Ferryland (Férrillon, Forillon), Province d'Avalon (Terre-Neuve et Labrador), accordé à George Calvert, 1er baron de Baltimore en 1620, premiers colons en août 1621 [30]
- Province du Maine, accordée en 1622, vendue à la Massachusetts Bay Colony en 1677
- South Falkland (en), en Terre-Neuve-et-Labrador, fondée en 1623 par Henry Cary, 1er vicomte Falkland
- Province du New Hampshire (1691-1873), puis New Hampshire établie en 1623, voir aussi Subventions du New Hampshire
- Cap Ann était une colonie de pêcheurs infructueuse établie en 1624 par la Dorchester Company .
- Salem (1626), Salem Colony, établie en 1628, fusionna avec la Massachusetts Bay Colony dès 1628,
- Colonie de la baie du Massachusetts (1628-1692), Province de la baie du Massachusetts (1691-1776), puis partie du Massachusetts,
- Nouvelle-Écosse (1629-1632), dans l'actuelle Nouvelle-Écosse,
- Colonie du Connecticut (1633/1636), plus tard partie du Connecticut,
- Province du Maryland (1634), plus tard Maryland,
- Colonie de New Albion (en) (1634), ayant échoué en 1649–1650,
- La colonie de Saybrook (1635), fusionnée avec le Connecticut en 1644,
- Colonie de Rhode Island et des plantations de Providence (1636-1790),
- Colonie de New Haven (1638-1664), fusionnée avec le Connecticut en 1665,
- L'île Gardiners (en) (1639), maintenant partie d'East Hampton (New York),
- La Confédération de Nouvelle-Angleterre (1643), officiellement les «colonies unies de la Nouvelle-Angleterre», alliance militaire de courte durée des colonies anglaises de la baie de Massachusetts, de Plymouth , du Connecticut et de New Haven, visant à unir les colonies puritaines contre la Amérindiens. Sa charte prévoyait le retour des criminels en fuite et des domestiques sous contrat. [31]
- Province de New York (1664-1783), capturée aux Hollandais de la Nouvelle-Néerlande (1614),
- Province du New Jersey, également capturée en 1664, divisée en West Jersey et East Jersey après 1674, chaque part détenue par sa propre société de propriétaires,
- Terre de Rupert (1670-1870), nommée en l'honneur du prince Rupert du Rhin, cousin du roi Charles II. En 1668, Rupert a commandé deux navires, le Nonsuch et le Eaglet, pour explorer le commerce possible dans la baie d'Hudson. Nonsuch a fondé Fort Rupert à l'embouchure de la rivière Rupert. Prince Rupert est devenu le premier gouverneur de la Compagnie de la Baie d'Hudson , fondée en 1670.
- Province de Pennsylvanie (1681-1783), ou "colonie de Pennsylvanie", plus tard Pennsylvanie, fondée en 1681 en tant que colonie anglaise, bien que colonisée par les Hollandais et les Suédois,
- Colonie du Delaware (1664-1776), plus tard Delaware, séparée de la Pennsylvanie en 1704,
- Province de Caroline (1663-1712) dans les établissements Albemarle affrétée en 1663 comme un territoire unique, mais fonctionnant bientôt en pratique comme deux colonies distinctes :
  - Province de Caroline du Nord (1729-1776), plus tard Caroline du Nord, d'abord établie à Roanoke en 1586, définitivement installée en 1653, devenue colonie britannique distincte en 1710.
  - Province de Caroline du Sud (1729-1776), puis Caroline du Sud, d'abord installée en permanence en 1670, devenue colonie britannique distincte en 1710.
- Une possession établie après 1707 en tant que colonie britannique plutôt qu'anglaise:
  - Province de Géorgie (1732), puis Géorgie.

#### Antilles
- La Barbade, visitée pour la première fois par un navire anglais, l' Olive Blossom , en 1605 [32], n'a été colonisée par l'Angleterre qu'en 1625 [33], devenant rapidement la troisième grande colonie anglaise des Amériques après Jamestown, en Virginie et la colonie de Plymouth.
- Saint Kitts, colonisée par les Anglais en 1623, suivis par les Français en 1625. Les Anglais et les Français se sont unis pour massacrer les indigènes Kalinago, anticipant peut-être un plan kalinago pour massacrer les Européens, puis ont divisé l'île, avec les Anglais dans le milieu et les Français à chaque extrémité. En 1629, une force espagnole s'empare de Saint-Kitts, mais la colonie anglaise est reconstruite à la suite de la paix entre l'Angleterre et l'Espagne en 1630. L'île alterne alors entre contrôle anglais et français au cours des XVIIe et XVIIIe siècles.
- Niévès (1628),
- Colonie de l'Île de la Providence (Caraïbes, au large du Nicaragua), colonisée par la Compagnie de l'île de la Providence (1629) en 1629 et capturée par l'Espagne en 1641,
- Montserrat, île colonisée en 1632,
- Antigua , colonisée en 1632 par un groupe de colons anglais de Saint-Kitts,
- Les Bahamas, pour la plupart désertées de 1513 à 1648, lorsque les Aventuriers Eleuthériens ont quitté les Bermudes pour s'installer sur l'île d' Eleuthera .
- Anguilla , colonisée pour la première fois par des colons anglais de Saint-Kitts en 1650; les Français ont gagné l'île en 1666, mais en vertu du traité de Breda de 1667, elle a été renvoyée en Angleterre
- La Jamaïque, autrefois possession espagnole connue sous le nom de Santiago, conquise par les Anglais en 1655.
- Barbuda, d'abord colonisée par les Espagnols et les Français, colonisée par les Anglais en 1666.
- Les îles Caïmans sont visitées par Sir Francis Drake en 1586, qui les a nommées. Elles sont en grande partie inhabités jusqu'au XVIIe siècle, quand elles sont occupées de manière informelle par des pirates, des réfugiés de l' Inquisition espagnole , des marins naufragés et des déserteurs de l' armée d' Oliver Cromwell en Jamaïque. L'Angleterre prend le contrôle des îles, avec la Jamaïque, en vertu du traité de Madrid (1670).

#### Amérique centrale et du Sud
- L'île Elizabeth (?) au large du cap Horn, et une autre île Elizabeth dans le détroit de Magellan, ont été revendiquées pour l'Angleterre par Sir Francis Drake en août 1578. [14] Cependant, aucun règlement n'a été fait et il n'est plus possible d'identifier les îles avec certitude.
- Guyanes : une tentative d'établissement d'une colonie en 1604 échoue dans son objectif principal de trouver de l' or et ne dure que deux ans.
- Côte des moustiques : la Compagnie de l'île de la Providence (1629) occupe une petite partie de cette zone au XVIIe siècle.

### En Afrique
- Le fleuve Gambie : en 1588, António, prieur de Crato , prétendant au trône portugais , a vendu des droits commerciaux exclusifs sur le fleuve Gambie à des marchands anglais, et la reine Elizabeth I a confirmé son octroi par lettres patentes . En 1618, le roi James Ier accorda une charte à une société anglaise pour le commerce avec la Gambie et la Gold Coast . Les Anglais capturèrent le Fort Gambie aux Hollandais en 1661, qui le cédèrent en 1664. L'île sur laquelle se trouvait le fort fut renommée James Island , et le fort Fort James, d'après James, duc d'York, plus tard le roi James II. Au début, la Compagnie à charte des aventuriers royaux en Afrique administrait le territoire, qui faisait du commerce d' or , d' ivoire et d' esclaves . En 1684, la Royal African Company a repris l'administration.
- Tanger : c'était une autre possession anglaise acquise par le roi Charles II en 1661 dans le cadre de la dot de Catherine de Bragance . Bien que cela soit stratégiquement important, Tanger s'est révélé très coûteux à garnison et à défendre et a été abandonné en 1684 [24].
- L'île de Sainte-Hélène , dans l'Atlantique Sud, est colonisée par la Compagnie britannique des Indes orientales en 1659 en vertu d'une charte d'Oliver Cromwell accordée en 1657. (Les îles associées de l'Ascension et de Tristan da Cunha sont colonisées seulement au XIXe siècle.)

### En Europe
- Calaisis : Calais avait été prise par Edouard III en 1347 et la possession anglaise a été confirmée par le traité de Brétigny. C'était la seule possession anglaise restante sur le continent après la fin effective de la guerre de Cent Ans en 1453. Calais fut reprise par les Français en 1558 et l'occupation française reconnue par le traité de Cateau-Cambrésis en 1559. Les revendications anglaises furent finalement abandonnées par le traité de Troyes en 1564.
- Tournai : Tournai a été occupée par Henri VIII d'Angleterre à la suite de la bataille des Spurs en 1513. Elle a été restituée à la France en 1519 en vertu du traité de Londres .
- Le Havre : les troupes anglaises occupent Le Havre en vertu du traité de Hampton Court en 1562. La ville est reconquise par les Français l'année suivante.
- Dunkerque : les forces françaises et anglaises ont capturé Dunkerque des Espagnols en 1658, et la ville a été accordée à l'Angleterre par le traité des Pyrénées l'année suivante. Dunkerque a été revendu à la France en 1662.
- Gibraltar : en 1704, Gibraltar a été prise par l'Angleterre par une flotte anglo-néerlandaise, devenant la première possession européenne d'outre-mer du pays depuis la vente de Dunkerque à la France en 1662. L'opération navale était commandée par George Rooke lors de la Guerre de Succession d'Espagne. Gibraltar est devenu plus tard une base navale stratégique pour la Royal Navy et a été officiellement cédé à la Grande-Bretagne en 1713.